# Rockchip termékek listája
Ez a Rockchip cég termékeinek listája.

## Termékek

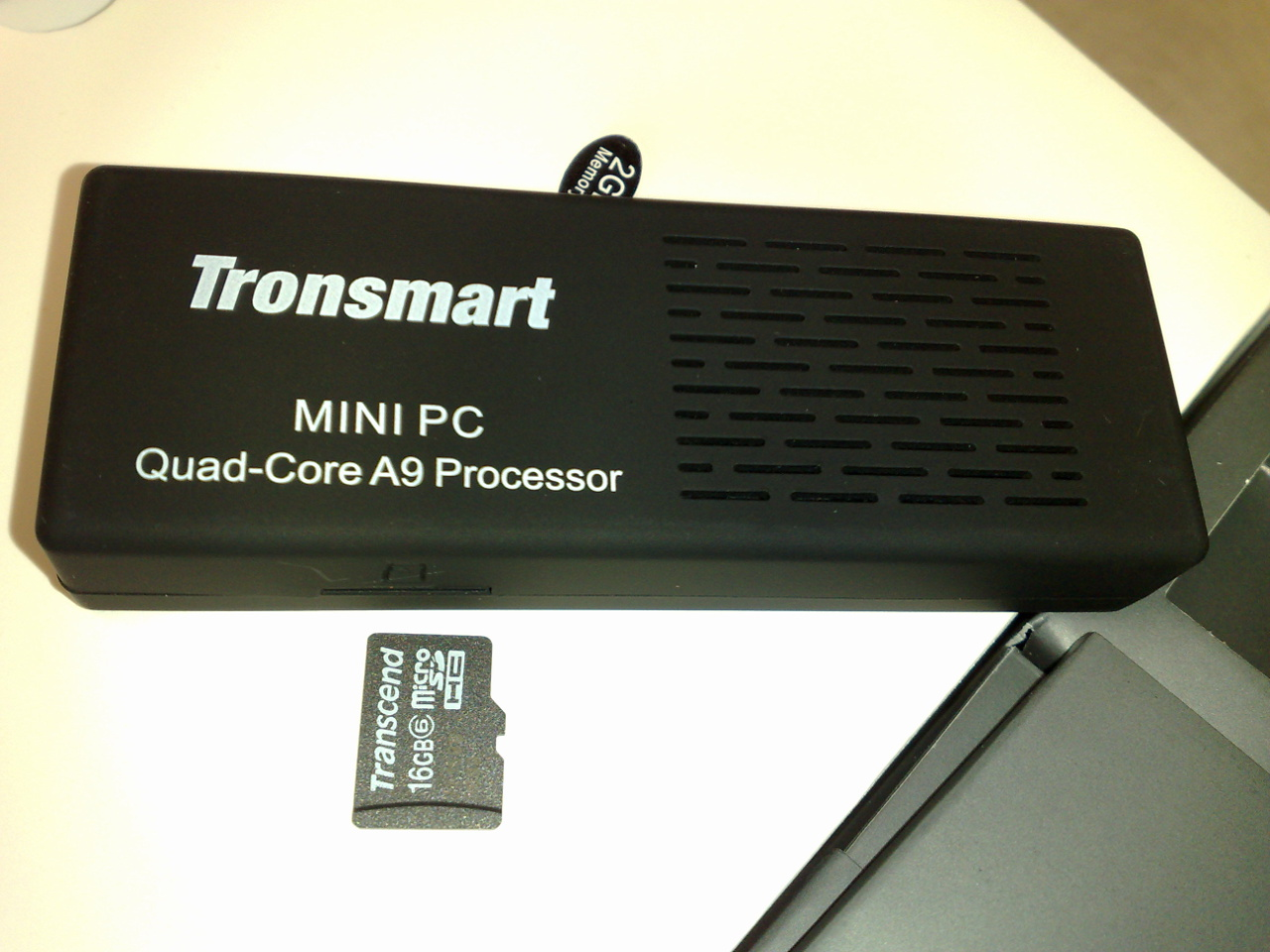
Tronsmart MK908, egy Rockchip alapú négymagos Androidos „mini PC”, mellette egy microSD kártyával a méret szemléltetésére

### Kiemelt termékek

#### RK3399
Az RK3399 volt a Rockchip egylapkás rendszereinek (SoC) zászlóshajója, két A72 és négy A53 processzormaggal és Mali-T860MP4 GPU-val, amely nagy számítási és multimédiás teljesítményt, gazdag interfészeket és perifériákat nyújtott. A szoftver több API-t is támogat: OpenGL ES 3.2, Vulkan 1.0, OpenCL 1.1/1.2, OpenVX 1.0, emellett mesterséges intelligencia interfészek támogatják a TensorFlow Lite / AndroidNN API-t.
Az RK3399 Linux forráskódja és hardverdokumentációja megtalálható a GitHub-on és a Rockchip nyílt forrású wikijén.
| RK3399 | CPU                                            | GPU           | memória                                                              | videódekóder               | videókódoló        | kijelzőinterfész           | ISP  | kameraérzékelő interfész               | USB                                   | digitális audióinterfész                        |
| RK3399 | két Cortex-A72 + négy Cortex-A53, 64 bites CPU | Mali-T860 GPU | kétcsatornás DDR3-1866 / DDR3L-1866 / LPDDR3-1866 / LPDDR4, eMMC 5.1 | max. 4Kp60 H.265/H.264/VP9 | max. 1080p30 H.264 | HDMI2.0, 2 x MIPI DSI, eDP | 13 M | kétcsatornás MIPI CSI-2 vevő interfész | kettős USB 3.0 C típusú csatlakozóval | 1 x I2S/PCM (2 csat.) 2 x I2S (8 csat.), S/PDIF |

#### RK3288
Az RK3288 egy nagy teljesítményű IoT platform, négymagos Cortex-A17 CPU-val és Mali-T760MP4 GPU-val, 4K videódekódolással és 4K-s kijelző kimenettel. Különböző iparágak termékeiben alkalmazták, mint például árusító automaták, kereskedelmi kijelzők, orvosi berendezések, játékok, intelligens POS-ek, interaktív nyomtatók, robotok és ipari számítógépek.
Az RK3288 Linux forráskódja és hardverdokumentációja a GitHub-on és a Rockchip nyílt forrású wikijén található.
| RK3288 | CPU                  | GPU              | külső memóriainterfész                                                                          | videódekóder               | videókódoló        | kijelzőinterfész                                  | ISP | kameraérzékelő interfész   | USB                                | digitális audióinterfész  |
| RK3288 | négymagos Cortex-A17 | Mali-T760MP4 GPU | kétcsatornás DDR3/DDR3L/LPDDR2/LPDDR3, SLC (System Level Cache) / MLC / TLC Nand flash, eMMC4.5 | max. 4Kp60 H.265/H.264/VP9 | max. 1080p30 H.264 | HDMI 2.0, 2 x MIPI DSI, LVDS, eDP, párhuzamos RGB | 13M | párhuzamos CIF, MIPI CSI-2 | 1 x USB 2.0 OTG, 2 x USB 2.0 hoszt | 1 x I2S (8 csat.), S/PDIF |

#### RK3326 és PX30
Az RK3326 és a PX30 2018-ban újonnan bejelentett eszközök, amelyeket intelligens mesterséges intelligencia megoldások (Smart AI) támogatására terveztek. A PX30 az RK3326 egy változata, amely az IoT piacot célozza meg, és támogatja a kettős VOP-t. Az Arm új generációs Cortex-A35 CPU-it és G31-es GPU-ját tartalmazzák. Az RK3326-ot széles körben használják emulációra tervezett kézi konzolokban.
| Jellemző | CPU                  | GPU              | külső memóriainterfész                                                                        | videódekóder            | videókódoló       | kijelzőinterfész                                          | ISP | kameraérzékelő interfész          | USB                  | digitális audióinterfész                                      |
| -------- | -------------------- | ---------------- | --------------------------------------------------------------------------------------------- | ----------------------- | ----------------- | --------------------------------------------------------- | --- | --------------------------------- | -------------------- | ------------------------------------------------------------- |
| PX30     | négymagos Cortex-A35 | Mali-G31 GPU     | 32 bites DDR4-1600 / DDR3 / L-1600 / LPDDR3-1600 / LPDDR2-1066, MLC Nand, Nor flash, eMMC 4.5 | 1080p60 H.264/H.265     | 1080p30 H.264     | MIPI DSI, párhuzamos RGB, LVDS, *támogatja a kettős VOP-t | 8 M | MIPI CSI és DVP szenzor interfész | USB 2.0 hoszt és OTG | 2 x I2S/PCM (2 csat.) 1 x I2S/TDM (8 csat.) 1 x PDM (8 csat.) |
| RK3326   | négymagos Cortex-A35 | Mali-G31 MP2 GPU | 32 bites DDR4-1600 / DDR3 / L-1600 / LPDDR3-1600 / LPDDR2-1066, MLC NAND, Nor flash, eMMC 4.5 | 1080p60 H.264/H.265/VP8 | 1080p30 H.264/VP8 | MIPI DSI, párhuzamos RGB, LVDS                            | 8 M | MIPI CSI és DVP szenzor interfész | USB 2.0 OTG          | 2 x I2S/PCM (2 csat.) 1 x I2S/TDM (8 csat.) 1 x PDM (8 csat.) |

#### RK3308
Az RK3308 egy másik újabban kibocsátott csipkészlet, amely a Smart AI megoldásokat célozza. Ez egy belépő szintű csipkészlet, amit általános eszközökben való felhasználásra terveztek. A csipnek több audióbemeneti interfésze van, energiahatékonysága nagyobb, és beágyazott hangaktiválás-érzékelést tartalmaz (VAD).
| RK3308 | CPU                  | audió                                        | memória                                                   | memória                                                             | kapcsolódási lehetőségek                                      | kapcsolódási lehetőségek         | kapcsolódási lehetőségek                                  |
| RK3308 | négymagos Cortex-A35 | beágyazott audiókodek 8xADC-vel és 2xDAC-vel | 16 bites DDR3-1066 / DDR3L-1066 / DDR2-1066 / LPDDR2-1066 | SLC (System Level Cache) Nand, eMMC 4.51, soros Nor flash támogatás | 2x8 csat. I2S/TDM, 1x8 csat. PDM, 1x2 csat. I2S/PCM támogatás | SPDIF IN/OUT, HDMI ARC támogatás | SDIO 3.0, USB 2.0 OTG, USB 2.0 hoszt, I2C, UART, SPI, I2S |

#### RV1108
Az RV1108-at a 2017-es év elején jelentették be. Ezt az eszközt kifejezetten kamerás alkalmazásokhoz fejlesztették. Megjelenése arra utal, hogy a Rockchip elmozdul a mesterséges intelligencia/gépi látás területére.
A beágyazott Ceva DSP-vel az RV1108 intelligens kamerákat működtet, beleértve a 360°-os videokamerákat, IPC-ket, drónokat, autókamerákat, sport DV-ket, VR-eket, stb. Az integrált algoritmusokkal ellátott új kiskereskedelmi és intelligens marketingalkalmazásokban is alkalmazzák.
| RV1108 | CPU                                   | DSP                                    | külső memóriainterfész                             | videodekóder  | videokódoló   | kijelzőinterfész                             | ISP         | kameraérzékelő interfész | USB                               | digitális audióinterfész                |
| RV1108 | Cortex-A7 1,0 GHz maximális órajellel | Ceva XM4 DSP (digitális jelprocesszor) | 16 bites DDR3/DDR3L, SPI Nor flash, SLC Nand, eMMC | 1440p30 H.264 | 1440p30 H.264 | HDMI 1.4, MIPI DSI, párhuzamos RGB, CVBS OUT | 8 M WDR-rel | MIPI CSI-2, CVBS IN      | 1 x USB 2.0 OTG 1 x USB 2.0 hoszt | 2 x I2S/PCM (2 csat.) 1 x I2S (8 csat.) |

#### RK1808
Az RK1808 a Rockchip első neurális feldolgozó egységgel (NPU) ellátott csipje mesterséges intelligencia alkalmazásokhoz.
Az RK1808 főbb jellemzői:
- kétmagos ARM Cortex-A35 CPU
- Neural Processing Unit (NPU), max. 3,0 TOPS, INT8/INT16/FP16 hibrid működés támogatása
- 22 nm-es FD-SOI folyamat
- 1080p videókodekeket támogató VPU[15]
- beépített 2 MiB rendszerszintű SRAM

#### RK3530
Az RK3530 egy egylapkás rendszer (SoC), ami 2019 harmadik negyedévében kerül forgalomba, és a set-top boxok piacát célozza meg.
Az RK3530 főbb jellemzői:
- 4 × Cortex-A55 DynamIQ CPU
- Mali G52 GPU
- 14 LPP folyamat

#### RV1109
Az RV1109 egy gépi látást támogató egylapkás rendszer ill. vizuális processzor, amely 2019 negyedik negyedévében kerül forgalomba.
Az RV1109 főbb jellemzői:
- NPU 2.0
- ISP 2.0[4]
- VPU 2.0,[15] 4K felbontásra képes, H.264/H.265
- 14 LPP folyamat

#### RK3588
Az RK3588 egy felső kategóriás egylapkás rendszer (SoC). Az RK3588-on alapuló termékek 2022-ben jelentek meg.
Az RK3588 főbb jellemzői:
- 4 × Cortex-A76 és 4 × Cortex-A55 DynamIQ CPU
- NPU 2.0
- VPU 2.0,[15] 8K videó támogatás
- beépített 2 MiB rendszerszintű SRAM
- 8 LPP folyamat

### Korai termékek
RK26xx sorozat – kibocsátva 2006-ban.
RK27xx sorozat – a Rockchip első ismert sorozata, ami nagyon hatékony volt az MP3/MP4 dekódolásban és sok olcsó személyi médialejátszó (PMP) termékbe építették.
RK28xx sorozat
Az RK2806 a hordozható médialejátszók (PMP-k) piacát célozta.
Az RK2808A egy ARM926EJ-S származék. Az ARM mag mellett egy DSP koprocesszort is tartalmaz. Natív órajele 560 MHz. Az ARM az ARM926EJ-S teljesítményét 1,1 DMIPS/MHz-re értékeli, a Rockchip 2808 teljesítménye tehát 660 DMIPS ARM utasítások végrehajtásakor, ami közel 26%-a az Apple A4 processzor sebességének. A DSP koprocesszor képes támogatni 720p videófájlok valós idejű dekódolását max. 2,5 Mbit/s bitrátával. Ez a csip sok Android és Windows Mobile-alapú mobil internetes eszközben szerepelt.
Az RK2816 a PMP és MID eszközöket célozta. Specifikációi ugyanazok, mint az RK2806-nak, de tartalmaz még HDMI kimenetet, Android támogatással és max. 720p hardveres videógyorsítással rendelkezik.
RK29xx sorozat
Egymagos SoC-k családja, ebbe tartozik a Rockchip RK291x és az RK292x. A Rockchip RK291x az ARM Cortex-A8 processzormagon alapuló SoC-család. Először a 2011-es CES-en mutatták be. Az RK292x ARM Cortex-A9-en alapuló egymagos SoC-k sorozata, amelyet először 2012-ben mutattak be.
Az RK2918 volt az első csip, amely hardveresen dekódolta a Google WebM médiaformátumot, ill. annak VP8 kodekkel kódolt változatát. Dinamikusan konfigurálható kísérő magot használ a különböző kodekek feldolgozásához. Kódolja és dekódolja a 1080p felbontású H.264 tömörítésű videókat, és képes dekódolni számos más szabványos videóformátumot, beleértve az Xvid, H.263, AVS, MPEG4, RV, és WMV formátumokat. Tartalmaz egy Vivante GC800 GPU-t, ami kompatibilis az OpenGL ES 2.0 és OpenVG szabvánnyal. Az RK2918 kompatibilis az Android Froyo (2.2), Gingerbread (2.3), HoneyComb (3.x) és Ice Cream Sandwich (4.0) változatokkal. Létezik nem hivatalos támogatása Ubuntu és más Linux verziókhoz is. 2013-tól az e-könyv-olvasókat célozta meg.
Az RK2906 alapvetően az RK2918 egy csökkentett költségű verziója, ami 2013-tól szintén az e-könyv-olvasókat célozta.
A Rockchip RK2926 és RK2928 egymagos ARM Cortex-A9 processzorokat tartalmaz, amelyek max. 1,0 GHz-es órajelen futnak. Ezekben a régebbi RK291x sorozat Vivante GC800 GPU-ját ARM Mali-400 GPU-val váltották fel. 2013-tól az RK2926 a táblagépeket, míg az RK2928 a táblagépeket és az Android TV dongle-okat és -boxokat célozta.
RK30xx sorozat
Az RK3066 egy nagy teljesítményű kétmagos ARM Cortex-A9 mobil processzor, ami a Samsung Exynos 4 kétmagos csipjéhez hasonló. Teljesítményét tekintve az RK3066 a Samsung Exynos 4210 és a Samsung Exynos 4212 közé esik. 2013-tól kezdve a táblagépeket és az Android TV dongle-okat és dobozokat célozta meg. 2012 óta népszerű választás volt mind a táblagépek, mind más eszközök számára.
Az RK3068 az RK3066 egy kifejezetten az Android TV dongle-okat és boxokat célzó változata. A tokozása jóval kisebb, mint az RK3066-é.
Az RK3028 egy alacsony költségű kétmagos ARM Cortex-A9-alapú processzor, 1,0 GHz-es órajelen fut, ARM Mali-400 GPU-val rendelkezik. Kivezetés-kompatibilis az RK2928-cal. Néhány gyerektabletben és olcsó Android HDMI TV dongle-ban használják.
Az RK3026 egy frissített, ultra-alacsony teljesítményű kétmagos ARM Cortex-A9-alapú 1,0 GHz-es órajelen futó táblagép-processzor, ARM Mali-400 MP2 GPU-val. 40 nm-es folyamattal gyártották, kivezetés-kompatibilis az RK2926-tal. Jellemzője a 1080p H.264 videókódolás és 1080p dekódolás, több formátumban. Támogatja az Android 4.4-es verzióját, ezért 2014-től alsó kategóriás táblagépekben kezdték alkalmazni.
Az RK3036 egy olcsó kétmagos ARM Cortex-A7-alapú processzor, amelyet 2014 negyedik negyedévében bocsátottak ki, intelligens set-top boxokhoz, H.265 videódekódolás támogatással.

### RK31xx sorozat
Az RK3188 volt az RK31xx sorozat első terméke, amelynek gyártását 2013 második negyedévében jelentették be. Az RK3188 egy négymagos ARM Cortex-A9 processzorral rendelkezik, amelynek legmagasabb órajele 1,6 GHz. Táblagépek és Android TV dongle-ok és -boxok számára készült, népszerű választás volt a különböző nagyobb teljesítményt igénylő eszközök számára.
- 28 nm HKMG folyamat,[31] a GlobalFoundries-nál[32]
- négymagos ARM Cortex-A9, maximális órajele 1,6 GHz
- 512 KiB L2 gyorsítótár[19]
- Mali-400 MP4 GPU, maximális órajele 600 MHz (jellemzően 533 MHz), OpenGL ES 1.1/2.0 és OpenVG 1.1 támogatással[33][31]
- nagy teljesítményű dedikált 2D processzor[31]
- DDR3, DDR3L, LPDDR2 támogatás[31]
- kétpaneles kijelző max. 2048×1536 felbontással[31]

Az RK3188T az RK3188 alacsonyabb órajelű változata, a processzormagok maximális sebességét 1,6 GHz-ről 1,4 GHz-re csökkentették. A Mali-400 MP4 GPU szintén alacsonyabb órajelen fut. 2014 elejétől, számos eszköz, amelyet 1,6 GHz-es órajelű RK3188-as processzorral felszereltnek hirdettek, valójában RK3188T-t tartalmaz 1,4 GHz-re korlátozott órajellel. A kifejezetten az RK3188-hoz készült firmware vagy operációs rendszer ROM-oknak működési problémáik lehetnek az RK3188T processzorral.
A 2013 áprilisában bemutatott RK3168 egy kétmagos Cortex A9 alapú CPU, szintén 28 nm-es folyamattal gyártották. Alsó kategóriás táblagépek számára készült. 2014 májusától csak korlátozottan használják.

Az RK3126 egy belépő szintű táblagép-processzor, amely 2014 negyedik negyedévében jelent meg. 40 nm-es folyamattal készült, négymagos Cortex-A7 processzorral rendelkezik 1,3 GHz maximális órajellel és egy Mali-400 MP2 GPU-val. Kivezetés-kompatibilis az RK3026 és RK2926 processzorokkal.
- 40 nm-es folyamat
- négymagos ARM Cortex-A7, maximális órajele 1,3 GHz
- Mali-400 MP2 GPU
- nagy teljesítményű dedikált 2D processzor
- DDR3, DDR3L memóriainterfész
- 1080p több formátumú videó dekódolás és 1080p videókódolás H.264-hez

Az RK3128 az RK3126 magasabb kategóriás változata, ami szintén 2014 negyedik negyedévében került bevezetésre. Ez több integrált külső interfésszel rendelkezik, beleértve a CVBS, HDMI, Ethernet MAC, S/PDIF, Audio DAC és az USB interfészeket. A teljesen felszerelt táblagépeket és set-top boxokat célozta meg.

### RK32xx sorozat
A Rockchip 2014 második negyedévében bejelentette a RK3288 gyártását. A rendelkezésre álló információk szerint a csip egy négymagos ARM Cortex-A17 CPU-t használ, ami technikailag ARM Cortex-A12, az Arm ugyanis 2014. októberében úgy döntött, hogy Cortex-A17-ként is hivatkozik rá, mert a Cortex-A12 legutolsó gyártásba került változata a Cortex-A17-hez hasonló teljesítményszintet nyújt.
- 28 nm HKMG folyamat.
- négymagos ARM Cortex-A17, 1,8 GHz maximális órajellel
- négymagos ARM Mali-T760 MP4 GPU (tévesen Mali-T764-nek is nevezik) 600 MHz-es órajelen,[33] OpenGL ES 1.1/2.0/3.0/3.1, OpenCL 1.1, RenderScript, Direct3D 11.1 támogatással[41]
- nagy teljesítményű dedikált 2D processzor
- 1080P videókódolás H.264-hez és VP8, MVC
- 4K H.264 és 10 bites H.265 videó dekódolás, 1080p multi-videó dekódolás
- támogatja a 4Kx2K H.265 felbontást
- kétcsatornás DDR3, DDR3L, LPDDR2, LPDDR3
- max. 3840×2160 kijelző kimenet, High Definition Multimedia Interface 2.0

#### Ellentmondásos információ az RK3288-ban használt CPU-magokról
Korai beszámolók, köztük a Rockchip-től származók is, 2013 nyarán még arra utaltak, hogy az RK3288-at eredetileg négymagos ARM Cortex-A12 konfiguráció használatával tervezték. A Rockchip fő gyártópartnere, a GlobalFoundries bejelentette, hogy együttműködésre lép az ARM-mel, az ARM Cortex-A12 terveinek a cég 28 nm-SLP folyamatához történő optimalizálása céljából. Ez ugyanaz a folyamat, amellyel a Rockchip korábbi csipjeit gyártották, például az RK3188-at, és megfelel a Cortex-A12-es magok kiválasztásának az RK3288 tervezésében.
2014 januárjában a hivatalos marketinganyagokban ARM Cortex-A17-ként jelölték a CPU magokat.
2014 januárjában a CES elektronikai kiállításon valaki a cég bemutatóstandján az egyik panelen nyilvánvalóan Cortex-A17-ről ARM Cortex-A12-re javította a CPU
specifikációt.
A Rockchip weboldalán és marketinganyagaiban szereplő hivatalos specifikációk, valamint az eszközgyártók specifikációi azonban továbbra is négymagos ARM Cortex-A17-nek írják le a CPU-t.
A korai RK3288 alapú TV boxok (2014 augusztusa-szeptembere) újabb tesztjei bizonyítékot szolgáltattak arra, hogy az RK3288 műszaki szempontból Cortex-A12 magokat tartalmaz, mivel a CPU-Z hardverelemző program Androidos változata az eszközökre „ARM 0xc0d” jelölésű Cortex-A12 architektúrájú CPU-t jelent, míg az eredeti Cortex-A17-re „ARM 0xc0e” jelöléssel hivatkozik.
Az ARM 2014. október 1-én a közösségi weboldalán tisztázta a helyzetet, kijelentve, hogy a Cortex-A12, amelynek a Rockchip az egyik fő felhasználója, ettől kezdve Cortex-A17 néven fut, és hogy minden, a Cortex-A12-re vonatkozó hivatkozást eltávolítottak az ARM weboldalairól. Az ARM kifejtette, hogy a Cortex-A12 legutolsó sorozatgyártású változata már a Cortex-A17 szintjéhez közeli teljesítményt nyújt, mert a Cortex-A17 fejlesztéseit a Cortex-A12 utolsó verzióira is alkalmazták. Ezáltal a Rockchip megkapta az ARM hivatalos jóváhagyását arra, hogy az RK3288 belsejében lévő magokat Cortex-A17-ként tüntesse fel.
Az első RK3288 alapú Android TV stick 2014 novemberében volt kiadva („ZERO Devices Z5C Thinko”).

### RK33xx sorozat

#### RK3368
A Rockchip 2015 januárjában a CES kiállításon jelentette be az RK33xx család első tagját. Az RK3368 egy egylapkás rendszer (SoC), amely táblagépekben és médiaboxokban történő felhasználást céloz, és egy 64 bites nyolcmagos Cortex-A53 CPU-t és egy OpenGL ES 3.1-osztályú GPU-t tartalmaz.
- 64 bites nyolcmagos Cortex-A53 CPU, maximális órajele 1,5 GHz
- PowerVR SGX6110 GPU, OpenGL 3.1 és OpenGL ES 3.0 támogatással
- 28 nm-es folyamat
- 4K UHD H.264/H.265 valós idejű videólejátszás
- HDMI 2.0 a 4K kimenethez 60 Hz-en, HDCP 1.4/2.2

#### RK3399 avagy OP1
Forrás:
Az ARM által a Mobile World Congress-en 2016 februárjában bejelentett RK3399 hat 64 bites processzormagot tartalmaz, két Cortex-A72-t és négy Cortex-A53-ast.
- két Cortex-A72 + négy Cortex-A53 64 bites CPU, 1,8 GHz maximális órajellel
- Mali-T860 MP4 (tévesen Mali-T864-nek is nevezik) GPU, OpenGL ES 1.1/2.0/3.0/3.1, OpenVG 1.1, OpenCL, DX11 támogatással
- 4K VP9 és 4K 10 bites H.265/H.264 videódekóderek, max. 60 fps
- 1080p-es videókódolók H.264-hez és VP8-hoz
- kettős 13 MP ISP[4] és két csatornás MIPI CSI-2 vevő interfész

A fogyasztói készülékek közé tartoznak:
- Asus Chromebook Flip C101PA-DB02
- Asus Chromebook Tablet CT100
- Samsung Chromebook Plus
- PINEBOOK Pro
- PINEPHONE Pro

## Nyílt forráskód
A Rockchip nyílt forráskódú szoftvereket biztosít a GitHub-on és fenntart egy Linux SDK wiki típusú webhelyet, ahonnan ingyenesen letölthetők az SoC hardverdokumentumok és szoftverfejlesztési források, valamint harmadik féltől származó fejlesztőkészletek információi. Az érintett lapkakészletek az RK3399, RK3288, RK3328 és RK3036.

## Piacok és konkurencia
A táblagépekhez gyártott SoC-k piacán a Rockchip konkurens cégekkel is szembesül, ilyenek az Allwinner Technology, a MediaTek, az Intel, továbbá az Actions Semiconductor, Spreadtrum, Leadcore Technology, Samsung Semiconductor, Qualcomm, Broadcom, VIA Technologies, UNISOC és Amlogic cégek.
Miután megalapozta pozícióját a fejlődő kínai tablet-SoC piacon, 2012-ben a cég az Allwinner kihívásával szembesült. 2012-ben a Rockchip 10,5 millió tabletprocesszort szállított, míg az Allwinner 27,5 milliót. 2013 harmadik negyedévére azonban a Rockchip az elemzések szerint 6 millió táblagépes alkalmazásprocesszort szállított Kínában, szemben az Allwinner 7 milliós és a MediaTek 5 milliós szállításával, bár az Allwinner főként egymagos termékeket szállított.
A Rockchip az elemzések szerint Kínában, 2013 negyedik negyedévében, 2014 első és második negyedévében az első számú szállítója volt a táblagépekben használt alkalmazásprocesszoroknak.
Azok a kínai SoC-szállítók, amelyek nem rendelkeznek mobil (cellás) alapsávú technológiával, hátrányban vannak az olyan vállalatokkal szemben, mint a MediaTek, amelyek szintén szállítanak az okostelefon piacra, mivel a fehér dobozos táblagépgyártók közül egyre többen telefon- és mobiladat-funkciókkal látják el a termékeiket.
Az Intel Corporation befektetéseket eszközölt a táblagép-processzorok piacán, és 2014-től erőteljesen növelni próbálta jelenlétét az olcsó táblagépek piacán.

### Együttműködés az Intellel
2014 májusában az Intel bejelentette, hogy megállapodást kötött a Rockchip-pel egy Intel márkájú mobil SoC platform közös szállításáról, amely az Intel Atom processzorán és 3G modemtechnológiáján alapul. A megállapodás értelmében a két cég egy Intel márkájú mobil SoC platformot fog szállítani. A négymagos platform az Intel Atom processzormagon alapul, integrálva az Intel 3G modemtechnológiájával, és várhatóan 2015 első felében lesz elérhető. Az új alkatrészt mindkét cég OEM-ek és ODM-ek számára fogja értékesíteni, elsősorban mindkét vállalat meglévő ügyfélkörében.
2014 októberében a Rockchip már kínálta az Intel XMM 6321 jelű megoldását alsókategóriás okostelefonokhoz. Az XMM 6321 rendszer két csipből áll: egy kétmagos alkalmazásprocesszor (akár Intel, akár ARM Cortex-A5 magokkal) integrált modemmel (XG632), és egy integrált RF csipből (AG620), amely az (Intel által korábban felvásárolt) Infineon Technologies mobilhálózati integrált áramkörtervező részlegétől származik. Az alkalmazásprocesszor szintén származhat az Infineontól vagy az Inteltől. A Rockchip korábban nem célozta meg érdemben az okostelefonok területét.

## A Rockchip SoC-k listája

### ARMv7-A processzorok
| Modellszám | fab                                                            | CPU     | CPU            | CPU   | CPU         | CPU                  | GPU            | GPU         | GPU    | memóriatechnológia                                      | memóriatechnológia    | memóriatechnológia  | minta elérhetősége | alkalmazó eszköz |
| Modellszám | fab                                                            | ISA     | μarch          | magok | frek. (GHz) | L2 gyorsítótár (KiB) | μarch          | frek. (MHz) | GFLOPS | típus                                                   | sínszélesség          | sávszélesség (GB/s) | minta elérhetősége | alkalmazó eszköz |
| ---------- | -------------------------------------------------------------- | ------- | -------------- | ----- | ----------- | -------------------- | -------------- | ----------- | ------ | ------------------------------------------------------- | --------------------- | ------------------- | ------------------ | --- |
| RK2918     | 55 nm                                                          | ARMv7-A | ARM Cortex-A8  | 1     | 1 – 1,2     | 512                  | Vivante GC800  | 575         | 4,6    | DDR, DDR2, DDR3                                         | ?                     | ?                   | 2011               | Lista - Cube U9GT2, CUBE U15GT, Teclast A15, Wopad i8, Orange TB9900, Jelly Bean fejleszthető RK2918 táblagépek listája, Videocon VT71, Innovel I703W, Odys Neo X7 / X8, Huawei MediaPad 7 Lite |
| RK2926     | 55 nm                                                          | ARMv7-A | ARM Cortex-A9  | 1     | 1,0         | 128                  | Mali-400 MP    | 400         | 3,6    | ?                                                       | 32 bit                | ?                   | ?                  | Lista - Avoca 7" Tablet STB7012 |
| RK2928     | 55 nm                                                          | ARMv7-A | ARM Cortex-A9  | 1     | 1,0         | ?                    | Mali-400 MP    | 400         | 3,6    | DDR3, DDR3L                                             | 32 bit                | ?                   | 2012               | Lista - Cube U25GT, Double Power(Dopo) M-975, Touchmate TM-MID720, Denver TAC-70072 |
| RK3066     | 40 nm                                                          | ARMv7-A | ARM Cortex-A9  | 2     | 1,6         | 512                  | Mali-400 MP4   | 266         | 9,6    | LPDDR-400, LPDDR2-800, DDR3-800, LVDDR3-800, max. 2 GiB | 32 bit                | 3,2                 | 2012               | Lista - Boardcon MINI3066, Monster M7 tablet, HP Slate 7, Inar إينار, i.onik TP 10.1-1500DC-KB, Colorovo CityTab Vision 10.1", Teclast P76e Kétmagos, Teclast P76t, Teclast P98, Teclast P85, Window (YuanDao) N70S, Window (YuanDao) N101 I, Cube U9GT3, Cube U9GT4, Cube U21GT, PIPO S2, Cube U30GT, Cube U9GT V, Cube U18GT Elite Kétmagos, BlueBerry NetCat M-12, CHUWI V8 Kétmagos, CHUWI V99, Aoson M11, Pipo S1, Ployer Momo7 IPS, Ployer Momo8, Ployer Momo11, Ployer Momo12, FNF ifive X, FNF ifive mini, Prestigio 7.0 Pro Duo (5570C), Probox2 Ultimate, Minix Neo G4, Minix Neo X5, Minix Neo X5 mini, Minix Neo X3, ICOO D70PROII, Ampe A78, Imito MX1, Imito MX2, Rikomagic MK802 III, Rikomagic MK802 IIIs, Tronsmart MK808, Tronsmart MK808B, JMI Tab T970, Joyplus DR-7, Cozyswan MK809, Cozyswan MK809 II, Ugoos UG802, Ugoos UG802II, Ugoos UG007, Ugoos UG008, Measy U2A, Measy U2C, iball Slide i9702, Kilwa V73, Tomato V8, Innovel I801B, DNS AirTab M76r, Danew Dslide972, Noblex NB8012, (Nexoc) Captiva Pad 10.1, Hisense Sero 7 LT, teXet TM-7047HD, teXet TM-9747, teXet TM-9747BT, teXet TM-9748 |
| RK3026     | 40 nm                                                          | ARMv7-A | ARM Cortex-A9  | 2     | 1,0         | ?                    | Mali-400 MP2   | 500         | 9,0    | DDR3, DDR3L                                             | 32 bit                | ?                   | 2013 3. negyedév   | Lista - Blow WhiteTAB 7.2 Multimédia tablet, Odys Bravio |
| RK3036     | 40 nm                                                          | ARMv7-A | ARM Cortex-A7  | 2     | 1,0         | ?                    | Mali-400 MP    | 500         | 9,0    | DDR3-1066, DDR3L-1066                                   | 16 bit                | ?                   | 2014 4. negy.      | |
| RK3126     | 40 nm                                                          | ARMv7-A | ARM Cortex-A7  | 4     | 1,2         | 256                  | Mali-400 MP2   | 600         | 10,8   | DDR3-1066, DDR3L-1066                                   | 16 bit                | ?                   | 2014 4. negy.      | |
| RK3128     | 40 nm                                                          | ARMv7-A | ARM Cortex-A7  | 4     | 1,2         | 256                  | Mali-400 MP2   | 600         | 10,8   | DDR3-1066, DDR3L-1066, LPDDR2-1066                      | 32 bit                | ?                   | 2014 4. negy.      | Lista - Boardcon Compact3128 |
| RK3168     | 28 nm magas k-együtthatójú dielektrikum és fém kapuoxid (HKMG) | ARMv7-A | ARM Cortex-A9  | 2     | 1,2         | 256                  | PowerVR SGX540 | 600         | 9,6    | DDR3-1066, DDR3L-1066, LPDDR2-1066                      | 32 bit                | ?                   | 2013               | Lista - RCA RCT6378W2, Toshiba Excite 7c, Jazz UltraTab C855 |
| RK3188     | 28 nm magas k-együtthatójú dielektrikum és fém kapuoxid (HKMG) | ARMv7-A | ARM Cortex-A9  | 4     | 1,6         | 512                  | Mali-400 MP4   | 533         | 19,2   | Max. 800 MHz LPDDR2, DDR3/3L, max. 2 GiB                | 32 bit                | 6,4                 | 2013               | Lista - Boardcon EM3188 SBC, Asus MemoPad 8, Asus MemoPad 10, Toshiba Excite 7, Minix Neo X7/Neo X7 mini, GoTab GTQ97, Cube Pea II, Cube U30GT2, CloudnetGo CR9, iMito QX1, PIPO M8pro, PIPO M9, PIPO M7 PRO, Rikomagic MK802 IV, Ugoos UG802B, Ugoos UG007B, Ugoos MK809 III, Ugoos QC802, Measy U4B, Tronsmart MK908, Tronsmart T428, Measy U4B, Freelander PD800, FNF iFive x2 Vido Mini Egy, JXD S7800b, Tesco Hudl, SteelCore10III, teXet TM-9750HD, teXet TM-9757, teXet TM-9758, teXet TM-9767, teXet TM-9768H, Radxa Rock, Loosen RAM használnak Greenify, GoClever ORION 100, Medion LifeTab S7852, |
| RK3188T    | 28 nm magas k-együtthatójú dielektrikum és fém kapuoxid (HKMG) | ARMv7-A | ARM Cortex-A9  | 4     | 1,4         | 512                  | Mali-400 MP4   | +-400       | 14,4   | Max. 800 MHz LPDDR2, DDR3/3L, max. 2 GiB                | 32 bit                | ?                   | 2013               | |
| RK3229     | 28 nm magas k-együtthatójú dielektrikum és fém kapuoxid (HKMG) | ARMv7-A | ARM Cortex-A7  | 4     | 1,5         | 256                  | Mali-400 MP2   | 600         | 10,8   | LPDDR2/3, DDR3/3L, max. 2 GiB                           |                       |                     |                    | |
| RK3288     | 28 nm magas k-együtthatójú dielektrikum és fém kapuoxid (HKMG) | ARMv7-A | ARM Cortex-A17 | 4     | 1,8         | 1024                 | Mali-T760 MP4  | 600         | 81,6   | DDR3/3L-1333, LPDDR2/3-1066, max. 4 GiB                 | 32 bites kétcsatornás | ?                   | 2014 3. negyedév   | Lista - Boardcon EM3288 SBC, Pipo P1, Pipo P8, Teclast P90HD, Tronsmart Orion R28, FNF iFive Mini 4 Insignia - Flex Elite 7.85", Asus Chromebook C201, Chromebit CS10 és Chromebook Flip C100P, Lenovo MiniStation, Asus Tinkerboard |

### ARMv8-A processzorok
| Modellszám | fab                                                            | CPU       | CPU                                                  | CPU   | CPU                 | CPU                                            | GPU           | GPU         | GPU    | memóriatechnológia                  | memóriatechnológia                                   | memóriatechnológia | minta elérhetősége | alkalmazó eszköz |
| Modellszám | fab                                                            | ISA       | μarch                                                | magok | frek. (GHz)         | L2 gyorsítótár (KB)                            | μarch         | frek. (MHz) | GFLOPS | típus                               | sínszélesség                                         | max.               | minta elérhetősége | alkalmazó eszköz |
| ---------- | -------------------------------------------------------------- | --------- | ---------------------------------------------------- | ----- | ------------------- | ---------------------------------------------- | ------------- | ----------- | ------ | ----------------------------------- | ---------------------------------------------------- | ------------------ | ------------------ | --- |
| RK3308     | ?                                                              | ARMv8-A   | ARM Cortex-A35                                       | 4     | ?                   | ?                                              | ?             | ?           | ?      | ?                                   | ?                                                    | ?                  | ?                  | ? |
| RK3318     | 28 nm magas k-együtthatójú dielektrikum és fém kapuoxid (HKMG) | ARMv8-A   | ARM Cortex-A53                                       | 4     | 1.5                 | ?                                              | Mali-450 MP5  | 750+        | ?      | ?                                   | ?                                                    | ?                  | 2019 1. negyedév   | Lista - Wechip H603 X96H - Wechip X88 pro - H96 Max - TV Box A95X R3 - S96 MAX - A95X Z2                                                              |
| RK3328     | 28 nm magas k-együtthatójú dielektrikum és fém kapuoxid (HKMG) | ARMv8-A   | ARM Cortex-A53                                       | 4     | 1.5                 | 256                                            | Mali-450 MP2  | ?           | ?      | DDR3, DDR3L, LPDDR3, DDR4           | 32 bit                                               | ?                  | 2017 1. negy.      | Lista - ROCK64 - ROC-RK3328-CC |
| RK3368     | 28 nm magas k-együtthatójú dielektrikum és fém kapuoxid (HKMG) | ARMv8-A   | 2 × ARM Cortex-A53 (big.LITTLE)                      | 4+4   | 1.5                 | 512 („big” klaszter), 256 („Little” klaszter)  | PowerVR G6110 | 600         | 38,4   | LPDDR2, DDR3, DDR3L, LPDDR3         | 32 bit                                               | ?                  | 2015 1. negy.      | Lista - Tronsmart Orion R68 - GeekBox |
| RK3399     | 28 nm magas k-együtthatójú dielektrikum és fém kapuoxid (HKMG) | ARMv8-A   | ARM Cortex-A72 & ARM Cortex-A53 (big.LITTLE GTS-sel) | 2+4   | 2,0 (A72) 1,5 (A53) | 1024 („big” klaszter), 512 („Little” klaszter) | Mali-T860 MP4 | 600         | 81,6   | LPDDR2, DDR3, DDR3L, LPDDR3, LPDDR4 | 2 csatorna, mindegyik 16 bit vagy 32 bit, max. 4 GiB | ?                  | 2016 2. negy.      | Lista - iFive 2-in-1, Techvision 2-in-1, FenMi TV box, Boardcon EM3399 SBC, Ugoos UT5 TV box, Samsung Chromebook Plus OP1, PiPo V5 Android VR Headset |
| RK3588     | 8 nm                                                           | ARMv8.2-A | 4 x ARM Cortex-A76 & ARM Cortex-A55 (big.LITTLE)     | 4+4   | 2.2-2.4             | 512 („big” klaszter), 128 („Little” klaszter)  | Mali-G610 MP4 | 1000        | ?      | LPDDR4, LPDDR4X, LPDDR5             | 4 csatorna, mindegyik 16 bites                       | 32 GiB             | 2022               | Lista - Boardcon CM3588 SOM, Firefly ROC-RK3588S-PC, Turing RK1, Orange Pi 5 (Pro/Plus)                                                               |

### Tablet processzorok integrált modemmel
| Modellszám | fab   | CPU    | CPU                   | CPU   | CPU         | CPU                  | GPU           | GPU         | GPU    | memóriatechnológia                                          | memóriatechnológia | memóriatechnológia  | integrált vezeték nélküli technológia                                                                                  | minta elérhetősége | alkalmazó eszköz |
| Modellszám | fab   | ISA    | μarch                 | magok | frek. (GHz) | L2 gyorsítótár (KiB) | μarch         | frek. (MHz) | GFLOPS | típus                                                       | sínszélesség       | sávszélesség (GB/s) | integrált vezeték nélküli technológia                                                                                  | minta elérhetősége | alkalmazó eszköz |
| ---------- | ----- | ------ | --------------------- | ----- | ----------- | -------------------- | ------------- | ----------- | ------ | ----------------------------------------------------------- | ------------------ | ------------------- | --- | ------------------ | ---------------- |
| x3-C3130   | 28 nm | x86-64 | Intel Atom SoFIA 3G   | 2     | 1,0         | 512                  | Mali-400 MP2  | 480         | 8,64   | 1x32 bites LPDDR2 800, max. 1 GiB                           | 32 bit             | 3,2                 | HSPA+ 21/5.8, GSM/GPRS/EDGE, DSDS, Wi-Fi, BT 4.0 LE, GPS, GLONASS, FM                                                  | '15 1.n.           |                  |
| x3-C3200RK | 28 nm | x86-64 | Intel Atom SoFIA 3G-R | 4     | 1,1         | 1024                 | Mali-450 MP4  | 600         | 35,8   | 1x32 bites LPDDR2/3 1066, 2x16 bites DDR3L 1333, max. 2 GiB | 32 bit             | 4,2                 | Wi-Fi | '15 1.n.           |                  |
| x3-C3205RK | 28 nm | x86-64 | Intel Atom SoFIA 3G-R | 4     | 1,2         | 1024                 | Mali-450 MP4  | 600         | 35,8   | 1x32 bites LPDDR2/3 1066, 2x16 bites DDR3L 1333, max. 2 GiB | 32 bit             | 4,2                 | Wi-Fi | '16 4.n.           |                  |
| x3-C3230RK | 28 nm | x86-64 | Intel Atom SoFIA 3G-R | 4     | 1,1         | 1024                 | Mali-450 MP4  | 600         | 35,8   | 1x32 bites LPDDR2/3 1066, 2x16 bites DDR3L 1333, max. 2 GiB | 32 bit             | 4,2                 | HSPA+ 21/5.8, GSM/GPRS/EDGE, DSDS, Wi-Fi, BT 4.0 LE, GPS, GLONASS, FM                                                  | '15 1.n.           |                  |
| x3-C3235RK | 28 nm | x86-64 | Intel Atom SoFIA 3G-R | 4     | 1,2         | 1024                 | Mali-450 MP4  | 600         | 35,8   | 1x32 bites LPDDR2/3 1066, 2x16 bites DDR3L 1333, max. 2 GiB | 32 bit             | 4,2                 | HSPA+ 21/5.8, GSM/GPRS/EDGE, DSDS, Wi-Fi, BT 4.0 LE, GPS, GLONASS, FM                                                  | '15 4.n.           |                  |
| x3-C3265RK | 28 nm | x86-64 | Intel Atom SoFIA 3G-R | 4     | 1,1         | 1024                 | Mali-450 MP4  | 600         | 35,8   | 1x32 bites LPDDR2/3 1066, 2x16 bites DDR3L 1333, max. 2 GiB | 32 bit             | 4,2                 | HSPA+ 21/5.8, GSM/GPRS/EDGE, DSDS, Wi-Fi, BT 4.0 LE, GPS, GLONASS, FM                                                  | '16 4.n.           |                  |
| x3-C3295RK | 28 nm | x86-64 | Intel Atom SoFIA 3G-R | 4     | 1,1         | 1024                 | Mali-450 MP4  | 600         | 35,8   | 1x32 bites LPDDR2/3 1066, 2x16 bites DDR3L 1333, max. 2 GiB | 32 bit             | 4,2                 | HSPA+ 21/5.8, GSM/GPRS/EDGE, DSDS, Wi-Fi, BT 4.0 LE, GPS, GLONASS, FM                                                  | '16 4.n.           |                  |
| x3-C3440   | 28 nm | x86-64 | Intel Atom SoFIA LTE  | 4     | 1,4         | 1024                 | Mali-T720 MP2 | 600         | 20,4   | 1 × LPDDR2/3 1066, 2 × 16 bites DDR3/DDR3L 1066             | 32 bit             | 4,2                 | LTE FDD/TDD max. Cat 6, DC-HSPA+ 42/11, TD-SCDMA, GSM/GPRS/EDGE, DSDS, Wi-Fi, BT 4.1 LE, GPS, GLONASS, Beidou, FM, NFC | '15 1.n.           |                  |
| x3-C3405   | 28 nm | x86-64 | Intel Atom SoFIA LTE  | 4     | 1,4         | 1024                 | Mali-T720 MP2 | 456         | 15,5   | 1 × LPDDR2/3 1066                                           | 32 bit             | 4,2                 | Wi-Fi | '15 1.n.           |                  |
| x3-C3445   | 28 nm | x86-64 | Intel Atom SoFIA LTE  | 4     | 1,4         | 1024                 | Mali-T720 MP2 | 456         | 15,5   | 1 × LPDDR2/3 1066                                           | 32 bit             | 4,2                 | LTE FDD/TDD max. Cat 6, DC-HSPA+ 42/11, TD-SCDMA, GSM/GPRS/EDGE, DSDS, Wi-Fi, BT 4.1 LE, GPS, GLONASS, Beidou, FM, NFC | '15 1.n.           |                  |

## Fordítás
Ez a szócikk részben vagy egészben  a   List of Rockchip products című angol Wikipédia-szócikk ezen változatának fordításán alapul.  Az eredeti cikk szerkesztőit annak laptörténete sorolja fel. Ez a jelzés csupán a megfogalmazás eredetét és a szerzői jogokat jelzi, nem szolgál a cikkben szereplő információk forrásmegjelöléseként.